# Martin Wolf
Martin Harry Wolf (nacido en 1946) es un periodista británico especializado en economía. Es editor asociado y principal comentarista económico del Financial Times.

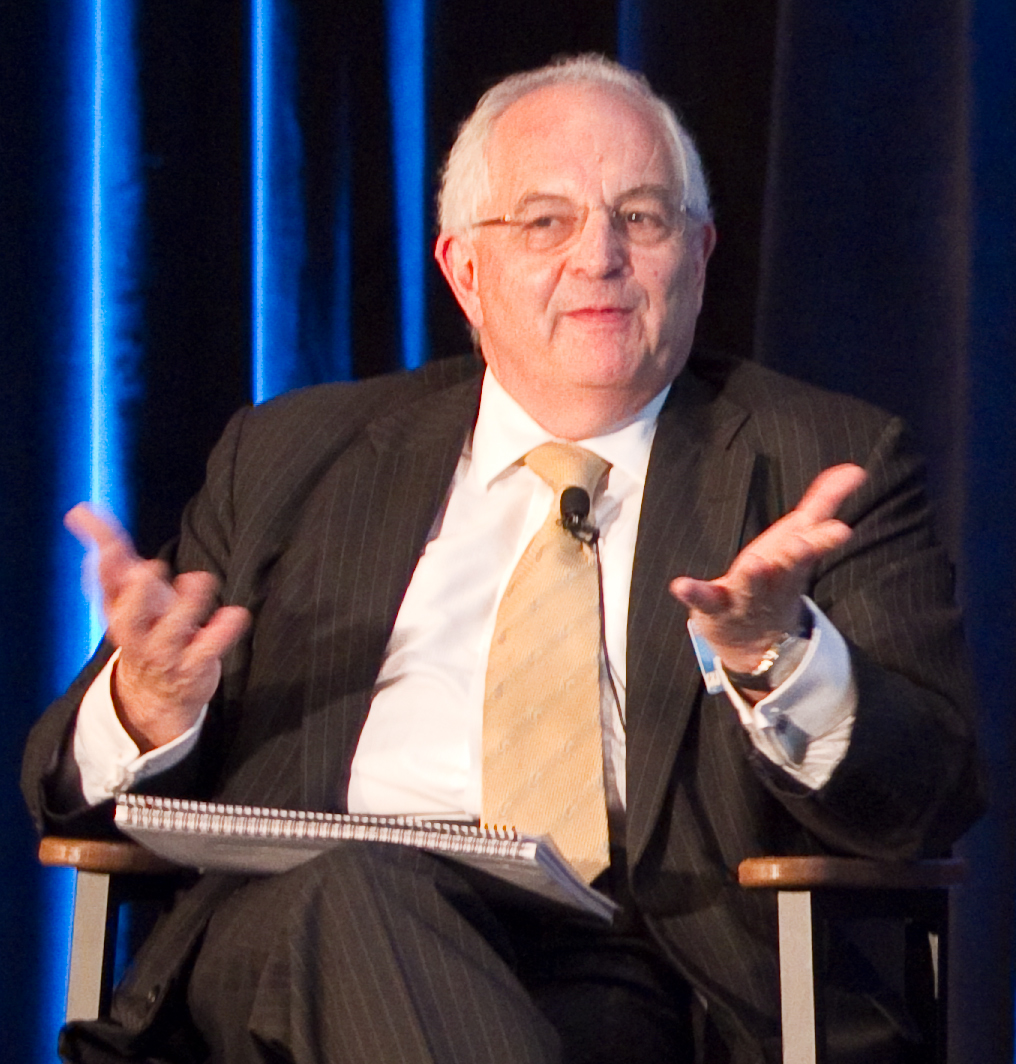
MartinWolf. 2011. Por Daphne Borowski

## Infancia
Wolf nació en Londres, en 1946. Su padre Edmund era un judío austríaco dramaturgo que se escapó de Viena a Inglaterra antes de la Segunda Guerra Mundial.
En Londres, Edmund se juntó con la madre de Martin una judía holandesa, que había perdido a casi treinta parientes cercanos en el Holocausto. Wolf recuerda que estos orígenes le hicieron desconfiar de los extremos políticos y estimularon su interés por la economía, ya que él sentía que los errores de la política económica fueron una de las causas de la Segunda Guerra Mundial. Fue un activo promotor del Partido Laborista hasta la década de 1970.

## Formación
Wolf fue educado en la University College School, una escuela independiente para niños en Hampstead, en el noroeste de Londres, y en 1967 ingresó en el Corpus Christi College en la Universidad de Oxford para sus estudios de pregrado. Inicialmente estudió Clásicas antes de comenzar el Curso de Filosofía, Política y Economía. Como estudiante graduado, Wolf se trasladó al Nuffield College, también en Oxford, de donde salió con un título de maestría en economía en 1971. Wolf dijo que nunca obtuvo un doctorado, porque "no quería convertirse en académico".

## Carrera
En 1971, Wolf se unió al programa de jóvenes profesionales del Banco Mundial, convirtiéndose en economista principal en 1974. A comienzos de los años ochenta, Wolf estaba profundamente desilusionado con las políticas del Banco emprendidas bajo la dirección de Robert McNamara: el Banco había estado presionado fuertemente para que aumentara. las corrientes de capital hacia los países en desarrollo, lo que provocó que muchos de ellos sufrieran crisis de deuda a comienzos de los años ochenta. Al ver los resultados de la intervención de las autoridades globales y también influido desde principios de la década de 1970 por varios trabajos críticos con la intervención del gobierno, como El camino a la servidumbre de Friedrich Hayek, Wolf cambió sus puntos de vista hacia la derecha y el mercado libre.
Wolf dejó el Banco Mundial en 1981, para convertirse en director de Estudios en el Centro de Investigación de Política Comercial, en Londres. Se unió al Financial Times en 1987, donde ha sido editor asociado desde 1990 y comentarista principal de economía desde 1996. Hasta finales de la década de 2000, Wolf fue un influyente defensor de la globalización y el mercado libre.
Además de su periodismo y su participación en diversos foros internacionales, Wolf también intenta influir en la opinión con sus libros. Ha declarado que su libro de 2004, Why Globalization Works, pretendía ser un trabajo persuasivo en lugar de un estudio académico. En 2008, Wolf se había desilusionado con las teorías que promovían lo que llegó a ver como una excesiva dependencia del sector privado. Mientras permanecía como un pragmático libre de compromisos vinculantes con cualquier ideología, las opiniones de Wolf se desplazaron parcialmente del pensamiento de libre mercado a las ideas keynesianas que le habían enseñado cuando era joven.
Se convirtió en uno de los impulsores más influyentes del resurgimiento keynesiano 2008-2009, y a finales de 2008 y principios de 2009, utilizó su plataforma en el Financial Times para abogar por una respuesta fiscal y monetaria masiva a la crisis financiera de 2007-2010. Según Julia Ioffe escribiendo en 2009 para The New Republic, fue "sin duda el experto más confiable" de la crisis. Wolf es partidario de un impuesto sobre el valor de la tierra.
Entre 2010 y 2011, Wolf sirvió en la Comisión Independiente de Banca.
En 2012, Wolf en declaraciones para el Financial Times explicó que los bienes públicos son los cimientos de la civilización: seguridad y protección, conocimiento y ciencia, un ambiente sostenible, confianza y estabilidad económica y financiera.

## Premios y reconocimientos
Wolf fue ganador conjunto del premio principal de la Wincott Foundation por su excelencia en el periodismo financiero en 1989 y 1997. Ganó el premio conmemorativo RTZ David Watt en 1994. En el 2000 recibió el CBE (Comandante de la Orden del Imperio Británico). Fue galardonado con el título honorífico de Doctor of Letters, honoris causa, por la Universidad de Nottingham en 2006, y fue nombrado Doctor en Ciencias (Economía) de la Universidad de Londres, honoris causa, por la London School of Economics en el mismo año. En 2018, con motivo del Día del Patrón de la Universidad de Lovaina, recibió un doctorado honoris causa de la universidad.
Wolf es un participante regular en las reuniones anuales del Grupo de Bilderberg de políticos y banqueros. Es profesor visitante del Nuffield College, Oxford, profesor especial en la Universidad de Nottingham y miembro honorario del Instituto de Oxford para Política Económica. Ha sido miembro del foro en la reunión anual del Foro Económico Mundial de Davos desde 1999. Wolf ha sido nombrado en las listas de los 100 mejores pensadores globales por Prospect y por la revista Foreign Policy.
Wolf es considerado como "asombrosamente bien conectado" dentro de los círculos financieros. Sus amigos incluyen importantes financieros como Mohamed A. El-Erian; políticos como Manmohan Singh, Timothy Geithner y Ed Balls; muchos economistas destacados; banqueros centrales como Mervyn King. A pesar de las estrechas relaciones de Wolf con los poderosos, se confía su independencia y es conocido por criticar las iniciativas promovidas por sus amigos cuando considera que es en interés del público. Wolf es ampliamente considerado como uno de los periodistas de economía más influyentes del mundo. Lawrence H. Summers lo ha llamado "el periodista financiero preeminente del mundo" Mohamed A. El-Erian, ex CEO del mayor inversor de bonos del mundo, dijo que Wolf es "de lejos, el columnista económico más influyente". Paul Krugman escribió sobre él que "Wolf ni siquiera tiene un doctorado. Y eso no tiene importancia, lo que tiene es un agudo sentido de la observación, una mente equilibrada y abierta".
La revista Prospect lo describió como "el periodista financiero más influyente de la Anglosphere", mientras que el economista Kenneth Rogoff dijo, "Realmente es el principal escritor financiero y económico del mundo". En 2012, recibió el Premio Internacional de Periodismo Ischia.